# Крючково (Ленінградська область)
Крючково (рос. Крючково) — присілок у Тихвінському районі Ленінградської області Російської Федерації.
Населення становить 5 осіб. Належить до муніципального утворення Горське сільське поселення.

## Історія
Населений пункт розташований на історичній Новгородській землі, знищеній Московським царством у 15 столітті.
Згідно із законом від 1 вересня 2004 року № 52-оз належить до муніципального утворення Горське сільське поселення.

## Населення
| 1879 | 1885 | 1910 | 1928 | 1958 | 1997 | 2002 |
| ---- | ---- | ---- | ---- | ---- | ---- | ---- |
| 61   | ↗65  | ↗76  | ↗212 | ↘38  | ↘1   | ↗6   |
| 2007 | 2010 |      |      |      |      |      |
| ↘3   | ↗5   |      |      |      |      |      |